# Columnea pectinata
Columnea pectinata är en tvåhjärtbladig växtart som beskrevs av Conrad Vernon Morton. Columnea pectinata ingår i släktet Columnea och familjen Gesneriaceae. Inga underarter finns listade i Catalogue of Life.